# Scorpion: Double Venom
Pour plus de détails, voir Fiche technique et Distribution.
Scorpion: Double Venom (サソリ 女囚７０１号, Sasori: Joshū 701-gō) est un film japonais réalisé par Ryōji Niimura, sorti le 31 octobre 1998.

## Synopsis
Nami Matsushima est une jeune docteur dans un hôpital, qui reconnaît en l'un de ses patients l'homme qui a enlevé sa sœur cadette il y a des années. La fillette étant ensuite été retrouvée morte malgré le paiement de la rançon, ce qui entraîna de plus le suicide du père. Apprenant que la prescription est passée et qu'elle ne pourra rien faire du point de vue légal, Nami poignarde sauvagement l'homme qui lui avoue ne pas être le vrai commanditaire du kidnapping. Condamnée à la prison, elle fait la connaissance de Sayuri, injustement accusée d'un meurtre commis par un haut fonctionnaire. Quand cette dernière est emmenée à la peine capitale, Nami décide de s'évader pour se venger et venger Sayuri.

## Fiche technique
- Titre : Scorpion: Double Venom
- Titre original : Sasori: Joshū 701-gō
- Réalisation : Ryōji Niimura
- Scénario : Daisuke Gotō, d'après le manga de Tōru Shinohara
- Production : Fueto Kikuchi, Hideo Sugimoto et Masaaki Yokouchi
- Musique : Takashi Nakagawa, Teruki Takahashi
- Photographie : Masaaki Sakae
- Montage : Yasushi Shimamura
- Pays d'origine :  Japon
- Format : Couleurs - 1,33:1 - Stéréo - 35 mm
- Genre : Drame, policier, film érotique
- Durée : 90 minutes
- Date de sortie : 31 octobre 1998 (Japon)

## Distribution
- Chiharu Komatsu : Nami Matsushima (Sasori)
- Miho Kiuchi
- Atsuki Katō
- Ichiho Matsuda
- Shōko Nakahara
- Yoshimi Yokosuka
- Tomoro Taguchi
- Shinobu Sakagami

## Les films de la sérieLa Femme scorpion
- 1972 : La Femme scorpion (女囚７０１号 さそり, Joshū 701-gō: Sasori?) de Shun’ya Itō
- 1972 : Elle s'appelait Scorpion (女囚さそり 第４１雑居房, Joshū sasori: Dai-41 zakkyo-bō?) de Shun’ya Itō
- 1973 : La Tanière de la bête (女囚さそり けもの部屋, Joshū sasori Kemono-beya?) de Shun’ya Itō
- 1973 : Mélodie de la rancune (女囚さそり 701号怨み節, Joshū sasori: 701-gō urami-bushi?) de Yasuharu Hasebe
- 1976 : New Female Prisoner Scorpion: #701 (新・女囚さそり 701号, Shin joshū sasori: 701-gō?) de Yutaka Kohira
- 1977 : New Female Convict Scorpion Special: Block X (新・女囚さそり 特殊房X, Shin joshū sasori: Tokushubō X?) de Yutaka Kohira
- 1991 : Scorpion Woman Prisoner: Death Threat (女囚さそり 殺人予告, Joshū sasori: Satsujin yokoku?) de Toshiharu Ikeda
- 1997 : Sasori in U.S.A. de Daisuke Gotō
- 1998 : Scorpion: Double Venom (サソリ 女囚７０１号, Sasori: Joshū 701-gō?) de Ryōji Niimura
- 1998 : Scorpion: Double Venom 2 (サソリ 殺す天使, Sasori: Korosu tenshi?) de Ryōji Niimura